# Én elmentem a vásárba félpénzzel
Az Én elmentem a vásárba félpénzzel kezdetű, Kitrákotty mese című magyar népdalt Vikár Béla gyűjtötte az Udvarhely vármegyei Felsőboldogfalván 1903-ban. A felvételt Bartók Béla jegyezte le.
A dal az Alföld kivételével mindenütt ismert. Hat változata van.

## Feldolgozások
| Szerző        | Mire                | Mű                                                       | Előadás     |
| ------------- | ------------------- | -------------------------------------------------------- | ----------- |
| Kodály Zoltán | daljáték            | Székely fonó, 6. dal                                     | [ 3 ]       |
| Kodály Zoltán | ének és zongora     | Magyar népzene énekhangra és zongorára II. kötet, 7. dal | [ 4 ] [ 5 ] |
| Ludvig József | ének, gitárakkordok | Kis kacsa fürdik…, 18. oldal                             |             |

## Kotta és dallam
Én elmentem a vásárba félpénzzel,

tyúkot vettem a vásárban félpénzen.

Tyúkom mondja: kitrákotty.

Kárikittyom, édes tyúkom, mégis van egy félpénzem.

…Csirkém mondja: csip, csip, csip,

…kakas mondja: bok- ré- ta,

…récém mondja: rip haj - nal,

…pulykám mondja: dan- da - rú,

…ludam mondja: gi - gá - gá,

…disznóm mondja: röf, röf, röf,

…juhom mondja: be - he - he,

…kecském mondja: mek, mek, mek,

…csikóm mondja: nyi - ha - ha.

## Felvételek
- Én elmentem a vásárba félpénzzel. cimbalom.nl (Hozzáférés: 2016. április 21.) (audió) arch
- N elmentem a vsrba fel penzzel. Ovitévé  YouTube (2014. február 1.)  (Hozzáférés: 2016. április 21.) (videó)
- Én Elmentem a Vásárba. Mesegyár Zenekar  YouTube (2013. április 4.)  (Hozzáférés: 2016. április 21.) (videó)